# Zalim İstanbul
Zalim İstanbul (en español: Cruel Estambul) es una serie de televisión turca de 2019, producida por Avşar Film y emitida por Kanal D.

## Trama
Agah Karaçay es un exitoso hombre de negocios que tiene una vida rica. Vive en una gran mansión junto a su bella y ambiciosa esposa Şeniz, su irresponsable hijo Cenk, su despreocupada hija Damla y su sobrino discapacitado Nedim. Cuando el hermano mayor de Agah muere hace años, no solo es heredado por una gran fortuna sino que también asume la responsabilidad de criar a su sobrino de 8 años. Pero sucede algo impensado y Nedim queda discapacitado debido a una tragedia inesperada. Por otra parte se encuentra Seher, que vive con sus hijos Cemre, Civan, Ceren y su suegra Neriman, quién luego de un incendio en su casa, debido a un pleito entre las hermanas Cemre y Ceren, la familia decide mudarse a Estambul. Donde encontrarán el amor.

## Reparto
- Fikret Kuşkan como Agah Karaçay
- Ozlem Demir como Ozlemce
- Volkan Bektas como hakan
- Kenan Ilgen como Fatih
- Aylin Gürel como Elif
- Merve Yükselir como ozge
- Songul Akalay como derya
- Demet Saraçoğlu como irem
- Idris Nebi Taşkin como Civan Yılmaz
- Aysén Sezerel como Neriman Yılmaz
- Gamze Demirbilek como Nurten

## Temporadas
| Temporada | Temporada | Episodios | Rango de episodios | Emisión original        | Emisión original    |
| Temporada | Temporada | Episodios | Rango de episodios | Inicio                  | Final               |
| --------- | --------- | --------- | ------------------ | ----------------------- | ------------------- |
|           | 1         | 9         | 1 - 9              | 1 de abril de 2019      | 27 de mayo de 2019  |
|           | 2         | 30        | 10 - 39            | 9 de septiembre de 2019 | 22 de junio de 2020 |